# Ardisia guianensis
Ardisia guianensis (Aubl.) Mez – gatunek roślin z rodziny pierwiosnkowatych (Primulaceae). Występuje naturalnie w Ameryce Środkowej i Południowej.

## Rozmieszczenie geograficzne
Rośnie naturalnie w Meksyku, Belize, Gwatemali, Hondurasie, Nikaragui, Kostaryce, Panamie, na Antylach, Trynidadzie i Tobago, w Kolumbii, Wenezueli, Gujanie, Surinamie, Gujanie Francuskiej, Ekwadorze, Peru, Boliwii, Brazylii (w stanach Acre, Amazonas, Amapá, Pará, Rondônia, Roraima, Bahia, Paraíba, Pernambuco, Mato Grosso, Minas Gerais, Rio de Janeiro, São Paulo, Paraná, Rio Grande do Sul i Santa Catarina oraz Dystrykcie Federalnym) i Paragwaju.

## Morfologia
PokrójZimozielony krzew dorastający do 3 m wysokości.
LiścieBlaszka liściowa ma lancetowaty kształt. Mierzy 5,4–8,6 cm długości oraz 2,5–5 cm szerokości, jest całobrzega, ma tępą lub klinową nasadę i spiczasty wierzchołek. Ogonek liściowy jest nagi i ma 4–7 mm długości.
KwiatyZebrane w wierzchotkach wyrastających z kątów pędów. Mają działki kielicha o owalnym kształcie i dorastające do 1–2 mm długości. Płatki są eliptyczne lub podługowate i mają białą barwę oraz 5–6 mm długości.
OwocPestkowce mierzące 5–6 mm średnicy, o kulistym kształcie.

## Biologia i ekologia
Rośnie w lasach, na wysokości do 100 m n.p.m.